# Ephydra hejingensis
Ephydra hejingensis är en tvåvingeart som beskrevs av Hu och Yang 2002. Ephydra hejingensis ingår i släktet Ephydra och familjen vattenflugor.
Artens utbredningsområde är Xinjiang (Kina). Inga underarter finns listade i Catalogue of Life.